# وزیر نیروی دریایی ایالات متحده
وزیر نیروی دریایی ایالات متحده (انگلیسی: United States Secretary of the Navy) افسر و مدیر اجرایی وزارت نیروی دریایی ایالات متحده آمریکا است، که یک سازمان نظامی زیرمجموعه وزارت دفاع ایالات متحده آمریکا بشمار می‌آید. وزیر نیروی دریایی توسط رئیس‌جمهور ایالات متحده آمریکا انتخاب می‌شود و پس از دریافت رأی‌اعتماد از مجلس سنا، توسط رئیس‌جمهور منصوب می‌گردد.
جایگاه وزیر نیروی دریایی در سال ۱۷۹۸ بعنوان یکی از اعضای کابینه ایالات متحده آمریکا تعریف گردید و تا سال ۱۹۴۹ نیز عضوی از کابینه بود، که در پی اعمال اصلاحات لایحه امنیت ملی ۱۹۴۷ و تعریف سمت جدید وزیر دفاع ایالات متحده آمریکا، وزیر نیروی دریایی به‌همراه وزیر ارتش و وزیر نیروی هوایی، بعنوان زیرمجموعه‌های وزارت دفاع به فعالیت ادامه دادند.